# Oncidium amoenum
Oncidium amoenum är en orkidéart som beskrevs av Achille Richard och Henri Guillaume Galeotti. Oncidium amoenum ingår i släktet Oncidium och familjen orkidéer. Inga underarter finns listade i Catalogue of Life.